# Booboo Stewart
Nils Allen Stewart, Jr., bolje poznan kot Booboo Stewart, ameriški pevec, plesalec ter televizijski in filmski igralec, *21. januar 1994, Beverly Hills, Kalifornija, Združene države Amerike.

## Kariera
Prvič se Booboo Stewart na velikih filmskih platnih pojavi leta 2003 v seriji Steve Harvey's Big Time Challenge.
Leta 2004 se pojavi v filmu Skeleton Man in začne igrati v seriji Dante's Cove (ki jo konča leta 2006) leto pozneje, torej leta 2005 pa v Pit Fighter in Urgenci.
Leta 2006 ga lahko opazimo v 18 Fingers of Death!, The Conrad Boys, 666: The Child, Vsi sovražijo Chrisa in Blue Dolphin Kids.
Letos smo si ga lahko ogledali v filmu American Cowslip, trenutno pa snema filma Mrk (posnetem po istoimenskem romanu Stephenie Meyer) in Logan.

## Osebno življenje
Booboo Stewart je sin Nilsa Allena Stewarta St. in ima tri sestre. Do leta 2004 se je šolal na šoli Martial Arts Junior Hall of Fame.

## Filmografija
- Jutranja zarja 2, del (2012) .... Seth Clearwater
- Jutranja zarja 1, del (2011) .... Seth Clearwater
- Logan (2010) .... Ben
- Mrk (2010) .... Seth Clearwater
- American Cowslip (2009) .... Cary
- Blue Dolphin Kids (6 epizod, 2006)
- Vsi sovražijo Chrisa .... Otrok … (2 epizodi, 2006)
- Dante's Cove .... Stephen (5 epizod, 2004–2006)
- 666: The Child (2006) .... Donald
- The Conrad Boys (2006) .... Ben Conrad
- 18 Fingers of Death! (2006) .... Mladi Buford
- Urgenca .... Power Ranger (»Man With No Name«, 2005)
- Pit Fighter (2005) (nedokončan) .... Vendor
- Skeleton Man (2004) .... Otrok
- Steve Harvey's Big Time Challenge (2003) TV serija .... (nepoznano število epizod)
- Descendens(2015)